# Caterina la Grande (miniserie televisiva)
Caterina la Grande (Catherine the Great) è una miniserie televisiva anglo-americana del 2019 diretta da Philip Martin e sceneggiata da Nigel Williams.
È incentrata sugli ultimi vent'anni di vita, dal 1776 al 1796, dell'imperatrice Caterina II di Russia, conosciuta anche come Caterina la Grande e interpretata da Helen Mirren.

## Personaggi e interpreti

### Principali
- Caterina la Grande, interpretata da Helen Mirren, doppiata da Antonella Giannini.
Imperatrice di Russia.
- Grigorij Potëmkin, interpretato da Jason Clarke, doppiato da Simone D'Andrea.
Comandante militare e amante di Caterina.
- Nikita Ivanovič Panin, interpretato da Rory Kinnear, doppiato da Andrea Lavagnino.
Ministro degli Esteri.
- Contessa Praskov'ja Bruce, interpretata da Gina McKee, doppiata da Anna Cesareni.
Amica d'infanzia e confidente di Caterina.
- Aleksej Orlov, interpretato da Kevin McNally, doppiato da Paolo Marchese.
Statista russo e ministro della guerra.
- Grigorij Orlov, interpretato da Richard Roxburgh, doppiato da Gianni Bersanetti.
Ex amante di Caterina, con suo fratello Aleksej ha orchestrato il colpo di Stato che ha permesso a Caterina di ottenere potere.
- Principe Paolo, interpretato da Joseph Quinn, doppiato da Stefano Brusa.
Figlio di Caterina.
- Il giullare, interpretato da Clive Russell, doppiato da Alberto Bognanni.
- Emel'jan Pugačëv, interpretato da Paul Kaye, doppiato da Dario Oppido.
Cosacco degli Urali che istiga una rivolta popolare contro il regno di Caterina.
- Aleksandr Suvorov, interpretato da Paul Ritter.

### Secondari
- Pëtr Zavadovskij, interpretato da Thomas Doherty, doppiato da Flavio Aquilone.
Uno degli amanti di Caterina.
- Natal'ja Alekseevna, interpretata da Georgina Beedle.
Prima moglie di Paolo.
- Andrej Razumovskij, interpretato da Phil Dunster, doppiato Marco Vivio.
Amante di Natal'ja e padre biologico del figlio nato morto.
- Aleksandr Vasil'čikov, interpretato da Sam Palladio, doppiato da Edoardo Stoppacciaro.
Uno degli amanti di Caterina.
- Aleksandr Dmitriev-Mamonov, interpretato da Andrew Rothney.
Uno degli amanti di Caterina.
- Marija Fëdorovna, interpretata da Antonia Clarke, doppiata da Chiara Gioncardi.
Seconda moglie di Paolo.
- Platon Zubov, interpretato da Raphael Acloque, doppiato da Emiliano Coltorti.
Uno degli amanti di Caterina.
- Aleksandr Bezborodko, interpretato da John Northcote.
Segretario di Caterina e assistente.
- Viktor Heinrich Emmanuel, interpretato da Dominic Borelli.
Langravio d'Assia-Darmstadt.
- Arcivescovo Arsenius, interpretato da Iain Mitchell.
Arcivescovo di Rostov e Jaroslavl'.
- Ivan VI di Russia, interpretato da Ellis Howard.
Imperatore di Russia deposto incarcerato nella Fortezza di Orešek.
- Pëtr Rumjancev, interpretato da John Hodgkinson.
- Valerian Zubov, interpretato da Adam El Hagar.
Aiutante di campo di Caterina e fratello di Platon.
- Elena Pavlovna, interpretata da Aina Norgilate.
- Alessandro, interpretato da Felix Jamieson.
Nipote di Caterina e futuro imperatore.
- Charles Joseph de Ligne, interpretato da Andrew Bone.
Feldmaresciallo e diplomato in servizio dell'arciducato d'Austria.
- Vasilij Mirovič, interpretato da Lucas Englander, doppiato da Manuel Meli.
Tenente del reggimento di Smolensk che cerca di liberare Ivan dalla sua prigionia.

## Puntate
| nº | Titolo originale | Prima TV UK     | Pubblicazione Italia |
| -- | ---------------- | --------------- | -------------------- |
| 1  | Episode 1        | 3 ottobre 2019  | 1º novembre 2019     |
| 2  | Episode 2        | 10 ottobre 2019 | 1º novembre 2019     |
| 3  | Episode 3        | 17 ottobre 2019 | 1º novembre 2019     |
| 4  | Episode 4        | 24 ottobre 2019 | 1º novembre 2019     |

## Produzione
La maggior parte delle riprese è avvenuta in Lituania, a causa del paesaggio del paese e a favorevoli incentivi sulle tasse per la cinematografia - a Vilnius, nel monastero di Pažaislis e al castello di Trakai. Una vasta parte di riprese, in particolare nelle puntate che mostrano la sala del trono, il ballo crossdressing al termine della prima puntata e le scene all'esterno del palazzo, sono state girate nel Palazzo di Rundāle in Lettonia. Altre scene a San Pietroburgo, nella reggia di Peterhof e nel Palazzo di Caterina a Carskoe Selo in Russia.

## Promozione
Il primo trailer della miniserie è stato diffuso l'11 maggio 2019.

## Distribuzione
Il 28 agosto 2019 è stato annunciato che la miniserie avrebbe debuttato il 21 ottobre 2019, negli Stati Uniti d'America, sul canale via cavo HBO, in onda dal 21 ottobre all'11 novembre 2019.
Nel Regno Unito la miniserie è stata trasmessa su Sky Atlantic dal 3 al 24 ottobre 2019. In Italia l'intera miniserie è stata resa disponibile il 1º novembre 2019 su Sky Box Sets e andata in onda dalla stessa data fino all'8 novembre su Sky Atlantic. In chiaro è andata in onda su TV8 il 21 e 22 dicembre 2020.

## Riconoscimenti
- 2020 - Golden Globe
  - Candidatura per la miglior attrice in una mini-serie o film per la televisione a Helen Mirren
- 2020 - Satellite Award
  - Candidatura per la miglior attrice in una miniserie o film per la televisione a Helen Mirren